# Microchilo elgrecoi
Microchilo elgrecoi là một loài bướm đêm trong họ Crambidae.